# Myanmarees honkbalteam

Vlag van Myanmar.

Het Myanmarees honkbalteam is het nationale honkbalteam van Myanmar. Het team vertegenwoordigt Myanmar tijdens internationale wedstrijden. Het team heeft twee keer meegedaan aan de Zuidoost-Aziatische Spelen, waarop het beide keren als vierde eindigde.
Het Myanmarees honkbalteam hoort bij de Aziatische Honkbalfederatie (BFA). 

## Kampioenschappen

### Zuidoost-Aziatische Spelen
Myanmar nam in totaal twee keer deel aan de Zuidoost-Aziatische Spelen, beide keren behaalde ze de vierde plaats.
| Editie    | 2005 | 2007 |
| Prestatie | 4e   | 4e   |